# Priboj
Priboj er en by i det vestlige Serbien, med et indbyggertal (pr. 2002) på cirka 20.000. Byen ligger i distriktet Zlatibor, tæt ved grænsen til nabolandet Bosnien-Herzegovina.
43°36′N 19°32′Ø / 43.600°N 19.533°Ø